# アーシュラ・フランクリン

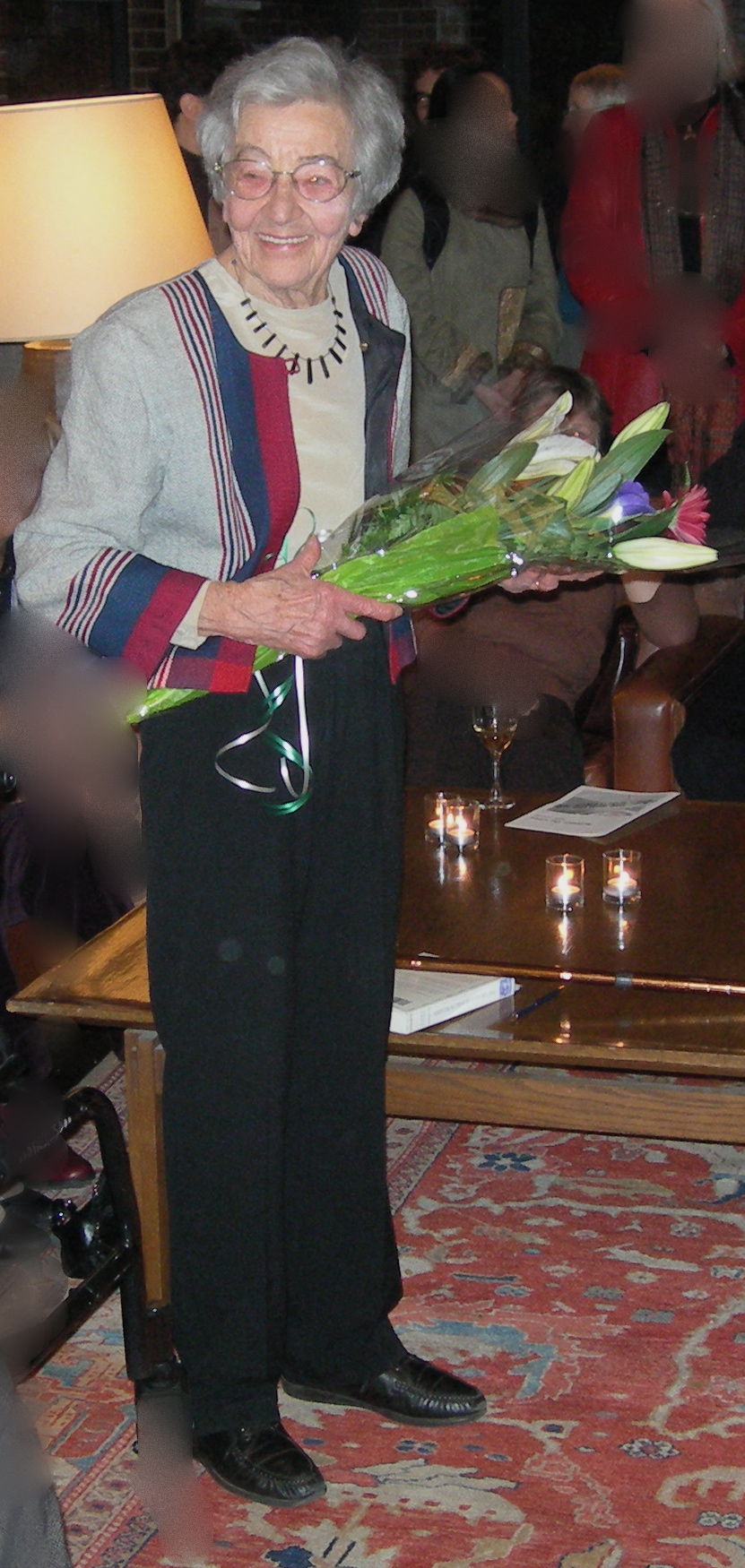
アーシュラ・フランクリン

アーシュラ・マーティアス・フランクリン （Ursula Martius Franklin、1921年9月16日 - 2016年7月22日）は、ドイツ生れのカナダの金属学者、物理学者、平和運動家、女性運動家である。

## 概要
バイエルン州ミュンヘン出身。第二次世界大戦中には母親がユダヤ系であったためにナチスに捕らわれて強制労働キャンプで働かされた。1948年ベルリン工科大学で、学位をとった翌年、カナダに帰化した。カナダでは15年間オンタリオ研究機構で働いた。
フランクリンは考古学における科学的年代測定法のパイオニアの一人である。1960年代の始め核実験起源の子供の歯の中のストロンチウム90を測定した。この研究は大気圏核実験の停止に寄与した。
フランクリンはその後も女性の科学分野での活躍の支援、平和運動、社会的な公正などの社会活動や著作、講演を行った。
1967年トロント大学の金属学、材料科学部に移り、1984年女性として初のUniversity Professorの称号をえた。
1991年カナダ・ロイヤル・ソサイアティからジョン・ウィリアム・ドーソンメダルを受賞、2001年平和運動に対してピアソン平和メダルを受賞した。
2016年トロントにて94歳で死去。